# سرپوهی گئورگیان
سرپوهی رافیکی گئورگیان (ارمنی: Սրբուհի Ռաֆիկի Գևորգյան؛ انگلیسی: Srbuhi Gevorgyan؛ ) کارشناس علوم پرورشی، روان‌شناس و استاد اهل ارمنستان است. از تاریخ ۲۰۲۲ تا کنون ریاست دانشگاه دولتی علوم پرورشی خاچاطور آبوویان ارمنستان را برعهده دارد.

## زندگی‌نامه
از دانشگاه دولتی علوم پرورشی خاچاطور آبوویان ارمنستان (۱۹۸۹) فارغ‌التحصیل گشت. 

## یادداشت
1. ↑  ոգեբանական գիտությունների դոկտոր